# Долгое (Воронежская область)
Долгое — село в Семилукском районе Воронежской области России. Входит в состав Землянского сельского поселения.

## География
Село находится в северо-западной части Воронежской области, в лесостепной зоне, на расстоянии примерно 35 километров (по прямой) к северо-западу от города Семилуки, административного центра района. Абсолютная высота — 231 метр над уровнем моря.
Часовой пояс
Село Долгое, как и вся Воронежская область, находится в часовой зоне МСК (московское время). Смещение применяемого времени относительно UTC составляет +3:00.

## Население
| 1859 | 1897  | 2010 |
| ---- | ----- | ---- |
| 724  | ↗1209 | ↘107 |

Гендерный состав
По данным Всероссийской переписи населения 2010 года в гендерной структуре населения мужчины составляли 43,9 %, женщины — соответственно 56,1 %.
Национальный состав
Согласно результатам переписи 2002 года, в национальной структуре населения русские составляли 97 %.

## Инфраструктура
В селе функционирует фельдшерско-акушерский пункт (структурное подразделение Семилукской районной больницы).

## Улицы
Уличная сеть села состоит из трёх улиц.